# Cecilia Stenborg
Eva Cecilia "Cicci" Stenborg, född 6 september 1967 i Sankt Peders församling i Älvsborgs län, är en svensk producent och manager inom svenska humorscenen. Hon har återkommande listats som Göteborgs mäktigaste för sin roll i svenska komikersverige.

## Bakgrund
Cicci Stenborg drev under 1990-talet ett kafé i Falkenberg. Kaféet såldes och istället blev hon nöjeschef på en restaurang i Göteborg där hon fick sin första erfarenhet som artistbokare. 2005 startade hon en standup-scen på hotell Rubinen i Göteborg. Hon uppskattades av komikerna, som uppmuntrade henne att starta eget och snart hade hon lockat till sig de tyngsta namnen i branschen. Genombrottet blev när hon producerade en gemensam turné för två av Sveriges då tyngsta komiker - Johan Glans och Henrik Schyffert.

## Producent
Sedan början av 2010-talet leder Cicci Stenborg landets alla främsta komikers turnéer: David Batra, Magnus Betnér, Johan Glans, Henrik Schyffert, Johan Rheborg, Fredrik Lindström och Björn Gustafsson, Peter Apelgren, Anna Mannheimer. De två sistnämnda är hon också manager för. År 2007 startade hon turnén Badjävlar, där utöver tidigare nämnda även Nour El Refai, Emma Knyckare och Soran Ismail ingick.
År 2017 parade hon ihop Mia Skäringer och Anna Mannheimer för att få dem att göra en podd ihop. Podden Skäringer och Mannheimer spelades in på Stenborgs kontor och blev Sveriges största kommersiella podd.
Åren 2018 och 2019 korades Stenborg till en av Göteborgs mäktigaste.